# Primera División (Chile) 2004 Apertura
Die Apertura der Primera División 2004, auch unter dem Namen Campeonato Nacional Apertura Copa Banco del Estado 2004 bekannt, war die 75. Spielzeit der Primera División, der höchsten Spielklasse im Fußball in Chile. Beginn der Saison war der 6. Februar und sie endete am 27. Juni.
Die Saison wurde wie bereits in den beiden Vorjahren in zwei eigenständige Halbjahresmeisterschaften, der Apertura und Clausura, unterteilt.
Die Meisterschaft gewann das Team von CF Universidad de Chile, das sich im Elfmeterschießen gegen Titelverteidiger CD Cobreloa durchsetzen konnte. Den entscheidenden Elfmeter verwandelte Torhüter Johnny Herrera und brachte dem Universitätsverein den 12. Meisterschaftstitel, der sich damit gleichzeitig für die Copa Libertadores 2005 qualifizierte. Für die Copa Sudamericana 2004 qualifizierten sich die Gewinner der Qualifikations-Playoffs Santiago Wanderers und Universidad de Concepción.
Die beiden Absteiger werden anhand der Gesamttabelle am Ende der Clausura ermittelt.

## Modus
Die 18 Teams spielen einmalig jeder gegen jeden. Aufgegliedert in vier Gruppen à 4 Teams kommen die besten zwei Teams jeder Gruppe in die Playoff-Runde. Dazu kommen die beiden besten Gruppendritten sowie die beiden Sieger aus den Entscheidungsspielen zwischen den beiden weiteren Gruppendritten und den beiden besten Gruppenvierten. Bei Unentschieden kommt das Team mit mehr Ligapunkten in die Finalrunde.
Die Finalrunde findet im K.-o.-System statt. Die Höhe des Erfolgs spielt keine Rolle, sondern entscheidend ist die höhere Punktzahl in den beiden Duellen. Sollte diese identisch sein, entscheidet eine Verlängerung mit Golden Goal und gegebenenfalls ein Elfmeterschießen über das Weiterkommen. Die sechs Sieger qualifizieren für das Viertelfinale, komplettiert durch die beiden knappsten Verlierer. Auch ab dem Viertelfinale gilt nur die höhere Punktzahl als Entscheidungskriterium, ehe Verlängerung und Elfmeterschießen folgen. Meister ist das Team, das sich in den Finalspielen durchsetzt. Für die Copa Sudamericana spielen alle 18 Erstligateams die beiden Starter im K.-o.-System mit Hin- und Rückspiel aus. Bei Unentschieden nach 180 Minuten zählt die Punktzahl der Ligatabelle. Die Absteiger werden am Ende der Clausura anhand der Gesamttabelle ermittelt.

## Teilnehmer
Durch die Aufstockung der Liga auf 18 Vereine gab es nur Aufsteiger. Diese waren Deportes La Serena und Everton. Folgende Vereine nahmen daher an der Meisterschaft 2004 teil:
| Mannschaft                | Stadt             |
| ------------------------- | ----------------- |
| Audax Italiano            | Santiago de Chile |
| CD Cobreloa               | Calama            |
| CD Cobresal               | El Salvador       |
| CSD Colo-Colo             | Santiago de Chile |
| Coquimbo Unido            | Coquimbo          |
| Deportes La Serena        | La Serena         |
| Deportes Puerto Montt     | Puerto Montt      |
| Deportes Temuco           | Temuco            |
| Everton                   | Viña del Mar      |
| CD Huachipato             | Talcahuano        |
| CD Palestino              | Santiago de Chile |
| Rangers de Talca          | Talca             |
| Santiago Wanderers        | Valparaíso        |
| Universidad Católica      | Santiago de Chile |
| Universidad de Chile      | Santiago de Chile |
| Universidad de Concepción | Concepción        |
| Unión Española            | Santiago de Chile |
| Unión San Felipe          | San Felipe        |

## Ligaphase

### Gruppe A
| Pl. | Verein           | Sp. | S  | U | N  | Tore    | Diff. | Punkte |
| --- | ---------------- | --- | -- | - | -- | ------- | ----- | ------ |
| 1.  | CSD Colo-Colo    | 17  | 10 | 3 | 4  | 025:210 | +4    | 33     |
| 2.  | Audax Italiano   | 17  | 5  | 6 | 6  | 031:280 | +3    | 21     |
| 3.  | Unión San Felipe | 17  | 4  | 5 | 8  | 015:270 | −12   | 17     |
| 4.  | CD Cobresal      | 17  | 1  | 3 | 13 | 019:400 | −21   | 06     |

### Gruppe B
| Pl. | Verein                    | Sp. | S | U | N  | Tore    | Diff. | Punkte |
| --- | ------------------------- | --- | - | - | -- | ------- | ----- | ------ |
| 1.  | Universidad de Concepción | 17  | 9 | 5 | 3  | 037:170 | +20   | 32     |
| 2.  | Deportes Temuco           | 17  | 7 | 3 | 7  | 024:340 | −10   | 24     |
| 3.  | Rangers de Talca          | 17  | 5 | 3 | 9  | 021:330 | −12   | 18     |
| 4.  | Deportes La Serena (N)    | 17  | 5 | 3 | 9  | 032:460 | −14   | 18     |
| 5.  | CD Palestino              | 17  | 4 | 2 | 11 | 034:420 | −8    | 14     |

### Gruppe C
| Pl. | Verein               | Sp. | S  | U | N  | Tore    | Diff. | Punkte |
| --- | -------------------- | --- | -- | - | -- | ------- | ----- | ------ |
| 1.  | CD Cobreloa (M)      | 17  | 11 | 4 | 2  | 039:190 | +20   | 37     |
| 2.  | Coquimbo Unido       | 17  | 9  | 2 | 6  | 039:370 | +2    | 29     |
| 3.  | Unión Española       | 17  | 7  | 5 | 5  | 035:320 | +3    | 26     |
| 4.  | Everton (N)          | 17  | 6  | 3 | 8  | 022:250 | −3    | 21     |
| 5.  | Universidad Católica | 17  | 6  | 1 | 10 | 029:190 | +10   | 19     |

### Gruppe D
| Pl.                                | Verein                | Sp. | S  | U | N | Tore    | Diff. | Punkte |
| ---------------------------------- | --------------------- | --- | -- | - | - | ------- | ----- | ------ |
| 1.                                 | Santiago Wanderers    | 17  | 11 | 3 | 3 | 037:150 | +22   | 36     |
| 2.                                 | Universidad de Chile  | 17  | 9  | 3 | 5 | 032:210 | +11   | 30     |
| 3.                                 | CD Huachipato         | 17  | 8  | 3 | 6 | 035:310 | +4    | 27     |
| 4.                                 | Deportes Puerto Montt | 17  | 5  | 5 | 7 | 027:360 | −9    | 20     |
| Quelle: rsssf.org, Stand: Endstand |                       |     |    |   |   |         |       |        |

| (M) | Vorjahresmeister |
| (N) | Aufsteiger       |

## Entscheidungsspiel um die Teilnahme zur Finalrunde
|                  | Ergebnis |                       |
| ---------------- | -------- | --------------------- |
| Rangers de Talca | 3:1      | Deportes Puerto Montt |
| Unión San Felipe | 2:1      | Everton               |

Damit qualifizieren sich die Rangers de Talca und der Unión San Felipe für die Finalrunde.

## Finalrunde

### Playoff-Runde
|                  | Punkte |                           | Hinspiel | Rückspiel |
| ---------------- | ------ | ------------------------- | -------- | --------- |
| Unión San Felipe | 0:6    | CD Cobreloa               | 0:2      | 1:2       |
| Rangers de Talca | 1:4    | Santiago Wanderers        | 1:1      | 0:3       |
| Unión Española   | 4:1    | Universidad de Chile      | 3:1      | 1:1       |
| CD Huachipato    | 6:0    | Coquimbo Unido            | 3:2      | 3:0       |
| Deportes Temuco  | 1:4    | Universidad de Concepción | 0:1      | 1:1       |
| Audax Italiano   | 6:0    | CSD Colo-Colo             | 0:1      | 0:1       |

CF Universidad de Chile und Deportes Temuco qualifizieren sich als beste Verlierer für das Viertelfinale.

### Viertelfinale
|                         | Punkte          |                           | Hinspiel | Rückspiel | Entscheidung |
| ----------------------- | --------------- | ------------------------- | -------- | --------- | ------------ |
| CF Universidad de Chile | 3:3             | Universidad de Concepción | 1:0      | 0:2       | 1:0 n. GG    |
| Unión Española          | 3:3 (1:3 i. E.) | Santiago Wanderers        | 2:1      | 0:2       | 0:0          |
| Deportes Temuco         | 1:4             | CD Cobreloa               | 1:1      | 1:3       | —            |
| CD Huachipato           | 1:4             | CSD Colo-Colo             | 1:1      | 1:3       | —            |

### Halbfinale
|                         | Punkte |                    | Hinspiel   | Rückspiel |
| ----------------------- | ------ | ------------------ | ---------- | --------- |
| CD Huachipato           | 1:4    | CD Cobreloa        | (1)2:2 (1) | 2:3       |
| CF Universidad de Chile | 4:1    | Santiago Wanderers | 0:0        | 2:0       |

### Finale
Das Hinspiel fand am 23. Juni, das Rückspiel am 27. Juni statt.
|                         | Punkte          |             | Hinspiel | Rückspiel | Entscheidung |
| ----------------------- | --------------- | ----------- | -------- | --------- | ------------ |
| CF Universidad de Chile | 2:2 (4:2 i. E.) | CD Cobreloa | 0:0      | 1:1       | 0:0          |

## Beste Torschützen
| Rang | Spieler          | Klub               | Tore |
| ---- | ---------------- | ------------------ | ---- |
| 1    | Patricio Galaz   | CD Cobreloa        | 23   |
| 2    | Jaime Riveros    | Santiago Wanderers | 22   |
| 3    | Felipe Flores    | Deportes La Serena | 17   |
| 4    | Héctor Mancilla  | CD Huachipato      | 16   |
| 5    | Marcelo Corrales | Coquimbo Unido     | 14   |
|      | José Luis Sierra | Unión Española     | 14   |

## Qualifikation für die Copa Sudamericana
An der Qualifikation nehmen die 18 Erstligisten dieser Spielzeit teil.

### Vorqualifikation
Die Hinspiele fanden am 28. Juni, die Rückspiele am 4. Juli statt.
|                  | Gesamt |                    | Hinspiel | Rückspiel |
| ---------------- | ------ | ------------------ | -------- | --------- |
| CD Palestino     | 3:7    | Rangers de Talca   | 2:2      | 1:5       |
| Unión San Felipe | 0:5    | Santiago Wanderers | 0:3      | 0:2       |

### 1. Runde
Die Hinspiele fanden am 7. Juli, die Rückspiele am 10. Juli statt.
|                       | Gesamt     |                           | Hinspiel | Rückspiel |
| --------------------- | ---------- | ------------------------- | -------- | --------- |
| CD Cobresal           | 4:3        | CD Cobreloa               | 2:2      | 2:1       |
| Deportes La Serena    | (1)3:3 (1) | Coquimbo Unido            | 2:0      | 1:3       |
| Everton               | 5:7        | Santiago Wanderers        | 2:5      | 3:2       |
| Universidad Católica  | 3:4        | CSD Colo-Colo             | 1:1      | 2:3       |
| Unión Española        | 1:0        | CF Universidad de Chile   | 1:0      | 0:0       |
| Rangers de Talca      | (1)1:1 (1) | Audax Italiano            | 0:1      | 1:0       |
| CD Huachipato         | 2:4        | Universidad de Concepción | 0:2      | 2:2       |
| Deportes Puerto Montt | 2:3        | Deportes Temuco           | 1:1      | 1:2       |

### 2. Runde
Die Hinspiele fanden am 21. Juli, die Rückspiele am 25. Juli statt.
|                 | Gesamt     |                           | Hinspiel | Rückspiel |
| --------------- | ---------- | ------------------------- | -------- | --------- |
| CD Cobresal     | 4:2        | Deportes La Serena        | 2:1      | 2:1       |
| CSD Colo-Colo   | (1)2:2 (1) | Santiago Wanderers        | 2:0      | 0:2       |
| Audax Italiano  | 0:5        | Unión Española            | 0:2      | 0:3       |
| Deportes Temuco | (1)5:5 (1) | Universidad de Concepción | 3:5      | 2:0       |

### Finalrunde
Die Hinspiele fanden am 28. Juli, die Rückspiele am 5. August statt.
|                | Gesamt |                           | Hinspiel | Rückspiel |
| -------------- | ------ | ------------------------- | -------- | --------- |
| CD Cobresal    | 3:5    | Santiago Wanderers        | 2:2      | 1:3       |
| Unión Española | 0:2    | Universidad de Concepción | 0:0      | 0:2       |

Damit qualifizieren sich Santiago Wanderers und Universidad de Concepción für die Copa Sudamericana 2004.